# Illés Anna (műfordító)
Illés Anna (Hernádi Tihamérné) (Tiszacsernyő, 1957. június 7. –) tanár, műfordító, újságíró.

## Életpályája
1963–1971 között Agcsernyőn, majd Királyhelmecen magyar tannyelvű alapiskolát végzett. 1972–1976 között Királyhelmecen a magyar tannyelvű gimnáziumban érettségizett. 1976–1981 között a Komensky Egyetem Bölcsészettudományi Karán szlovák-magyar szakos tanári oklevelet szerzett. 1981–1984 között Pozsonyban a Madách Könyvkiadó szerkesztője volt. 1984–1987 között a komáromi Járási Népkönyvtár szakkönyvtárosaként dolgozott. 1985-ben Milka Zimková Gyilkos menta című művének fordításáért nívódíjat kapott. 1987–1992 között a Középfokú Szakmunkásképző Intézet pedagógusa volt. 1990-től a Szlovák Magyar Pedagógiai Szövetség tagja. 1992-től a Komáromi Lapok főszerkesztő-helyettese.

## Családja
Szülei: Illés Gábor és Géczi Anna voltak. Férje, Hernádi Tihamér analitikus gépészmérnök.

## Műfordításai
- Václav Čtvrtek: Hogyan kereste az ördög a pokol nyílását (regény, Pozsony, 1983)
- Jan Rypka: Anièka az 1. a-ból (gyermekregény, Pozsony, 1983)
- Milka Zimková: Gyilkos menta (elbeszélések, Pozsony, 1984)
- Jiří Švejda: Hamu és üszök (regény, Pozsony, 1985)
- Karel Houba: Révület (regény, Pozsony, 1987)
- Ivan Hudec: Élet zárójelben (többekkel; elbeszélések, Pozsony, 1989)
- Alfonz Bednár: Fehérnemű a szélben (regény, Pozsony, 1989)
- Ludek Rasocha: Elévült eset (regény, Pozsony, 1990)
- Peter Karvaš: Novellák (Rácz Olivérrel, 1993)

## Díjai
- Műfordítói nívódíj (1994)